# Kushikatsu
Kushikatsu (串カツ), còn được gọi là kushiage (串揚げ), là một món thịt được xiên que cùng các loại rau và được chiên ngập trong dầu của Nhật Bản. Trong tiếng Nhật, từ kushi (串) có nghĩa là "xiên que" , còn từ katsu có nghĩa là thịt mềm hay thịt cốt lết chiên ngập trong dầu.

## Thành phần
Kushikatsu có thể được làm từ thịt gà, thịt lợn, hải sản và các loại rau theo mùa.  Chúng được xiên trên kushi được làm từ tre; sau đó nhúng vào trứng, bột mì, panko và chiên ngập trong dầu thực vật. Chúng có thể được dùng mà không có gia vị đi kèm hoặc có thể dùng với nước sốt tonkatsu.

### Các loại thịt
- Thịt bò (gyūniku), thịt lợn (butaniku) và phần sụn (nankotsu), xúc xích, các loại thịt gà bao gồm tsukune (thịt gà băm), mề gà (sunagimo), da (torikawa), thịt ngựa (baniku), trứng gà và trứng cút Nhật Bản.

### Hải sản
- Cá thu ngựa Đại Tây Dương (aji), cá trắng Nhật Bản (kisu), cá tuyết shishamo, cá nước đen nấu chảy wakasagi, tôm và tôm (ebi), sò điệp Nhật Bản (hotate hoặc kaibashira), hàu (kaki), bạch tuộc (tako), mực ống và mực nang (ika)

### Rau quả
- hành tây, cà tím (nasu), măng (takenoko), đậu bắp, cà chua, khoai tây, khoai lang, khoai mỡ (nagaimo), ớt chuông (pīman), củ sen (renkon), ngưu bàng (gobō), bí ngô (kabocha) ), bông cải xanh, măng tây, nấm đông cô, tỏi và tiêu shishito

### Các sản phẩm chế biến khác và nguyên liệu bài trí
- sản phẩm cá: chikuwa, hanpen và kamaboko
- sữa: pho mát cứng, kem và hun khói
- nguyên liệu phụ: ớt chuông nhồi thịt lợn băm, măng tây bọc với dải thịt xông khói, chikuwa nhân phô mai cứng, bánh gạo mochi, bánh bao bao gồm Jiaozi (gyōza), shūmai và củ gừng ngâm beni shōga màu hồng tươi.

## Biến thể

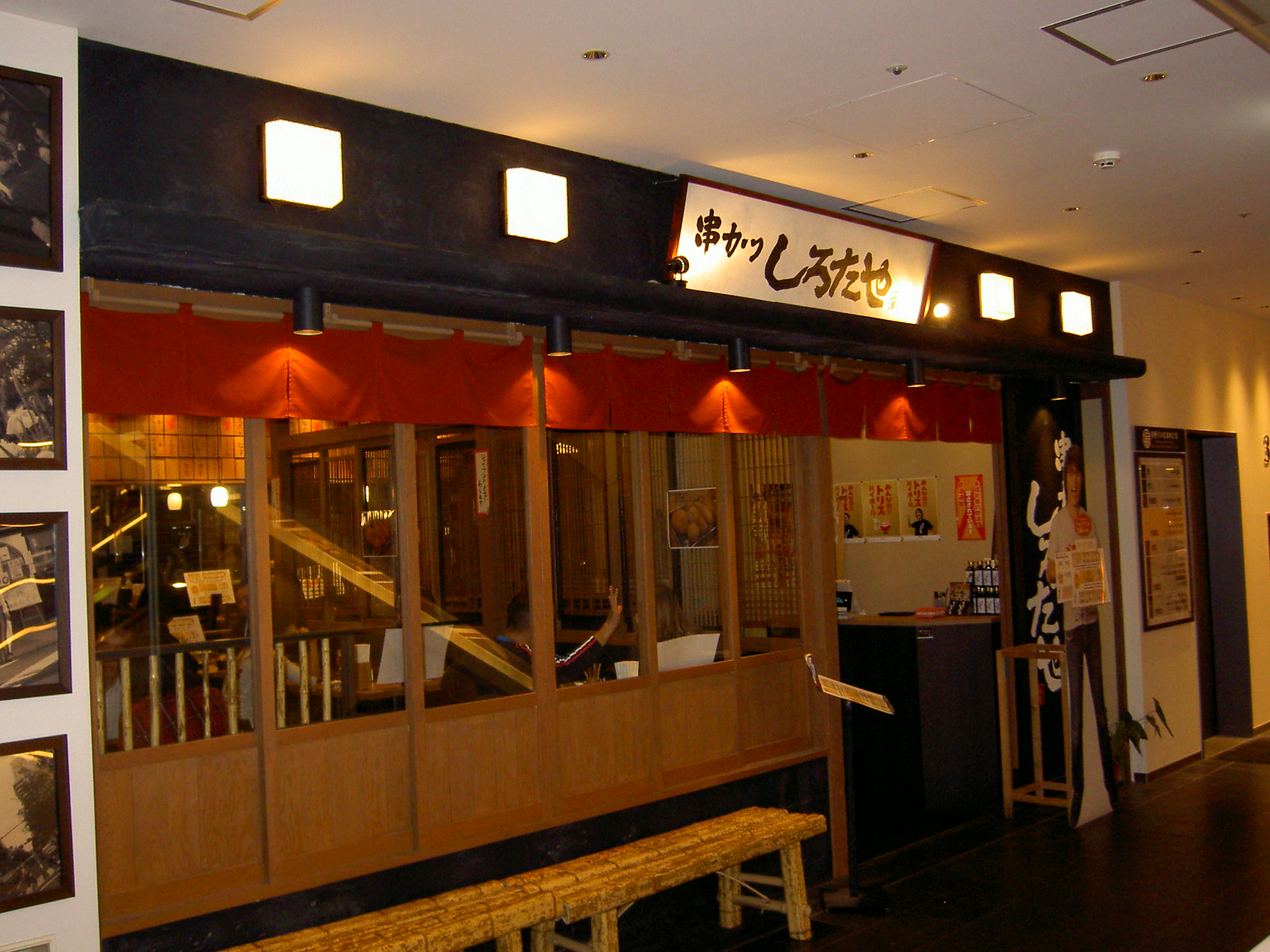
Nhà hàng Shirotaya ở Ōsaka.

Kushiage được cho là bắt đầu xuất hiện khi chúng được phục vụ lần đầu tiên tại các quán ăn ở trung tâm thành phố Osaka, trong khu phố Shinsekai . Hầu hết các nhà hàng Kushikatsu đều chuyên về món ăn này.  Chủ một quán ăn nhỏ Shinsekai từ năm 1929 được cho là người đầu bếp tiên phong trong việc làm ra Kushikatsu, về sau thực đơn của bà đã trở nên khá phổ biến trong giới công nhân. Bà đã chế biến món ăn này bằng cách xiên các loại thịt và chiên giòn chúng lên, đây có thể nói là loại thức ăn nhanh tiện dụng, không tốn kém và no lâu.
Khi thực đơn đó lan rộng đến các khu vực khác của Osaka và các vùng lân cận, Kushikatsu đã được chế biến khác đi với tiêu chuẩn ban đầu của nó; nó được làm từ một loại thực phẩm không giống như ở Tokyo, chẳng hạn như việc cho thịt lợn và hành tây vào xiên xen kẽ. Nhiều loại thực phẩm hơn đã được sử dụng để chế biến món ăn này khi nó được phát triển và lan truyền rộng rãi, trái ngược với thực đơn ở Nagoya hoặc Tokyo, chẳng hạn như những lát gừng ngâm chua mỏng hoặc xúc xích.
Nói chung, tại Osaka, que xiên dùng làm Kushikatsu thường nhỏ hơn và khách hàng có xu hướng gọi số lượng kushi lớn hơn so với ở Tokyo hoặc Nagoya. Điều đó đã khuyến khích nhiều nhà hàng kushiage sử dụng một loại "bột làm bánh" trộn sẵn gồm bột trứng và bột mì (điều này khác so với ở Tokyo hoặc Nagoya, nơi bột được làm từ trứng tươi, nước và bột mì với lớp vụn bánh panko). Các nhà hàng kushiage cao cấp ở Osaka phục vụ món kushikatsu theo phong cách Tokyo-Nagoya. Khi đó, khoai mỡ nghiền được thêm vào để cho thức ăn có kết cấu mềm hơn. Các nhà hàng Kushikatsu trong thời gian gần đây thường phục vụ món ăn này theo phong cách fondue, trong đó khách hàng chiên những xiên thịt kushi ngay tại bàn ăn trong chảo sâu lòng cùng với dầu. Kushinobō là một nhà hàng kushiage cao cấp điển hình đặc trưng với phong cách Osaka được nhượng quyền trên khắp Nhật Bản và được đánh giá cao về phong cách phục vụ độc đáo — nhà hàng này sẽ tiếp tục phục vụ các biến thể của kushiage đến bàn của khách cho đến khi khách thông báo rằng họ đã no và không cần thêm nữa.
Lá bắp cải thái hạt lựu cũng là một món ăn phụ miễn phí được chuẩn bị sẵn trong một chiếc bát lớn trên bàn, được cho là có tác dụng ngăn ngừa cảm giác trào ngược trong dạ dày khi thưởng thức món Kushikatsu.

### VùngTokyo
Món Kushikatsu truyền thống ở khu vực Kanto thuộc phía đông Nhật Bản (bao gồm cả Tokyo) được làm từ sườn lợn thái hạt lựu dài khoảng 3–4 cm, sau đó đem đi xiên với hành tây hoặc tỏi tây thái lát. Xiên Kushi được tẩm trứng tươi, bột mì và lớp vụn bánh mì panko mỏng, được chiên giòn trong dầu thực vật - có thể là dầu hạt bông, dầu đậu nành, hạt cải hoặc dầu hạt cải. Tại bàn ăn, Kushikatsu được nêm với nước sốt đặc, ngọt hơn nước sốt Worrouershire, với mù tạt nếu nhà hàng ấy có sẵn.

### VùngNagoya

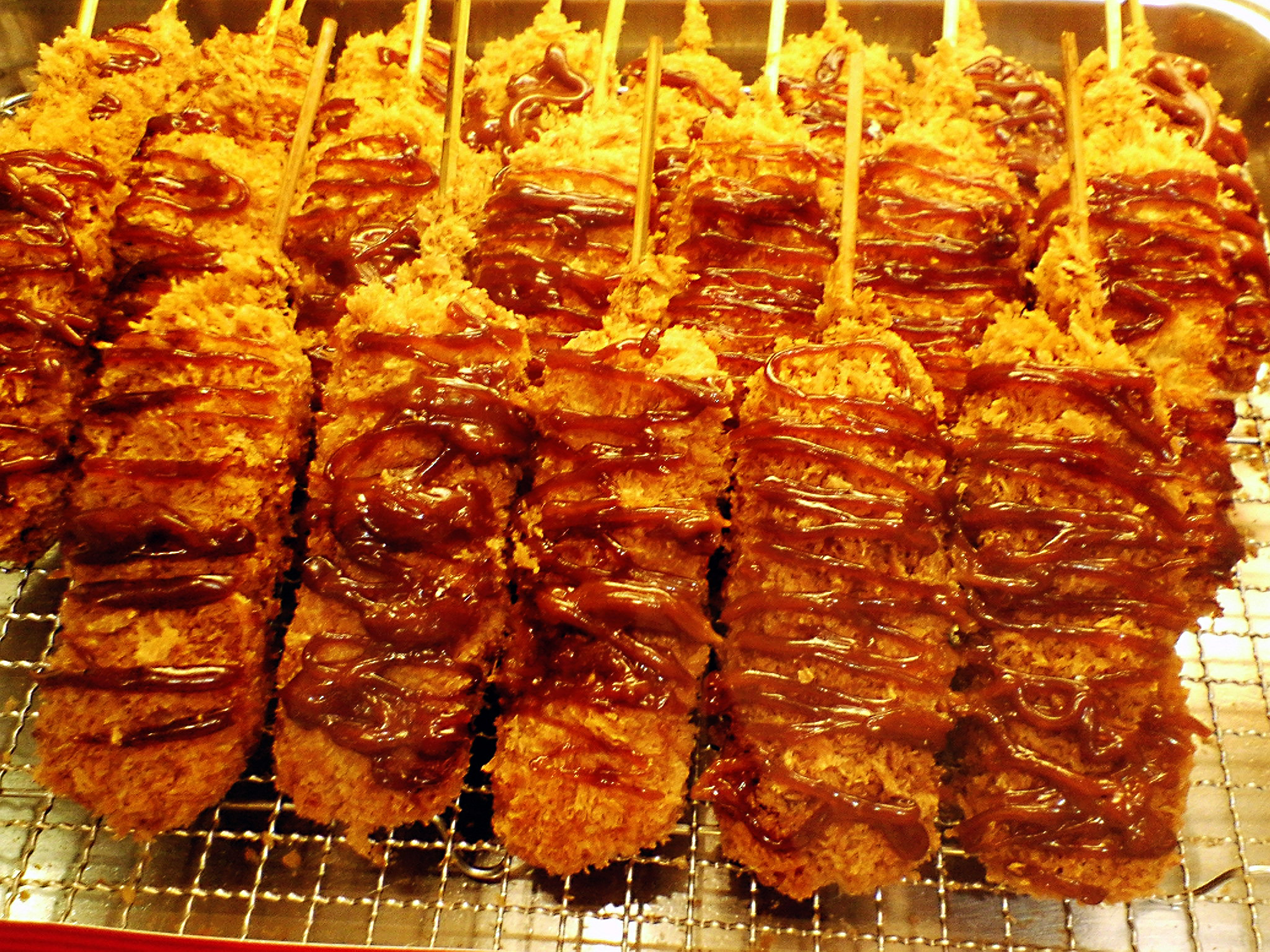
Miso-katsu - món Kushikatsu của vùng Nagoya.

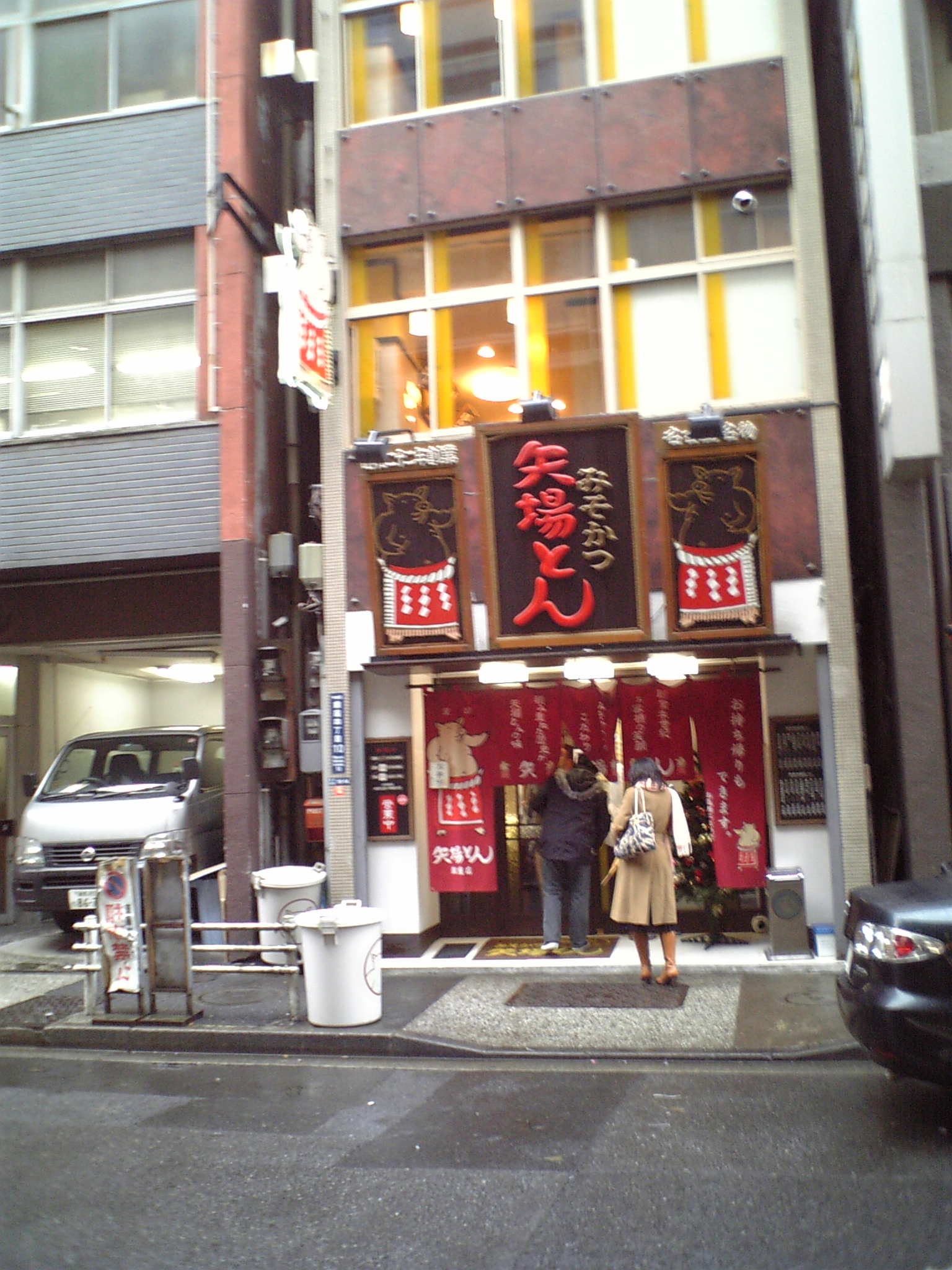
Yabaton, một nhà hàng miso katsu kiểu Nagoya ở Ginza.

Tại vùng Nagoya và các thành phố lân cận khác, khi phục vụ món doteni là đặc sản của địa phương, các nhà hàng thường có tùy chọn gọi món kushikatsu như một món ăn kèm. Không giống như phong cách phục vụ ở Osaka và Tokyo, ở Nagoya, Kushikatsu được nhúng vào nước sốt đặc được nướng từ trước cùng với gân bò áp chảo. Nước sốt đó được làm dựa trên hatcho-miso, do đó tại đây, kushikatsu còn được gọi là miso katsu.

### Các biến thể khác
Các loại nước sốt ăn khác ăn kèm với Kushikatsu được chế biến tại các khu vực ngoại ô của các thành phố khác bao gồm Nishinomiya và Kobe, cũng có một số loại nước sốt được phục vụ cùng với món kushikatsu. Muối tinh, nước tương, dầu mè và sốt cà chua cùng với sốt tartar, miso, mayonnaise và các loại sốt chấm khác có thể là đặc sản của mỗi nhà hàng.

## Thưởng thức
Phong cách ăn uống độc đáo tại các nhà hàng và quán ăn có phục vụ kushikatsu là khi ăn, các thực khách sẽ nhúng xiên thịt vào nồi nước sốt loãng trước khi ăn. Tuy nhiên, do mọi người đều dùng chung hũ nước sốt nên việc gắp lại thức ăn sau khi ăn được coi là hành vi xấu và mất vệ sinh nên thay vào đó, một lát bắp cải sẽ được dùng để múc nước sốt từ nồi và rưới lên kushikatsu. Ở một số nhà hàng, họ đặt chổi hoặc thìa vào nồi chung dùng để nêm gia vị cho món ăn.
Một số nhà hàng kushiyaki có thực đơn và hướng dẫn bằng tiếng Anh và các ngôn ngữ khác để cảnh báo du khách không nhúng thức ăn vào nồi nước sốt chung sau khi ăn. 

## Trong văn hóa đại chúng
Một bài hát nói về Kushikatsu trong truyện tranh có tựa đề "Kushikatsu wa ippon" đã trở nên phổ biến đối với thế hệ sinh năm 1990 khi họ thưởng thức bài hát này trong chương trình bài hát thiếu nhi trên sóng truyền hình.
- "Kushikatsuwa ippon" (Xiên đơn Kushikatsu), phát sóng trên kênh NHK [b]
- "Daruma no Ossan no Uta - sōsu no nidozuke wa kinshi ya de" (Bài hát dành tặng cho Ngài Darma - đừng bao giờ nhúng kushikatsu của bạn hai lần vào nồi nước sốt) [c][6]